# Ahmose (Königstochter)
Ahmose war eine Königstochter der späten ägyptischen 17. Dynastie, die um 1550 v. Chr. gelebt hat. Sie war die Tochter von König (Pharao) Seqenenre und einer gewissen Satdjehuti.
Ihr Grab (QV47) fand sich im Tal der Königinnen. Bemerkenswert ist das Tuch, in das ihre Mumie eingewickelt und das mit Sprüchen des Ägyptischen Totenbuches beschrieben war. Die Mumie der Ahmose befindet sich heute im Museo Egizio in Turin.

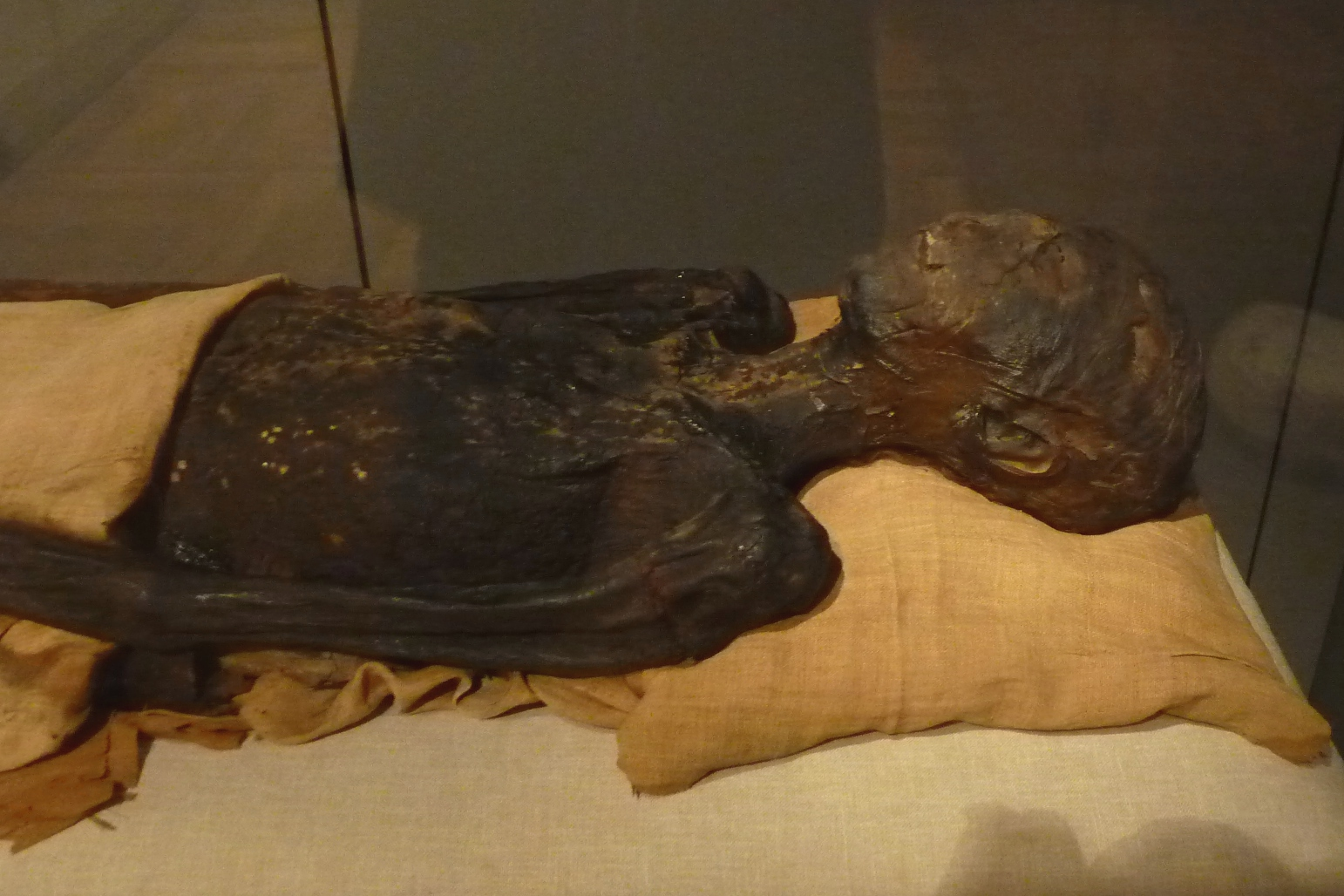
Die Mumie der Ahmose im Museo Egizio in Turin